# パク・ソラ (コメディアン)
バク・ソラ（朴 素羅、 1990年6月13日 - ）は、大韓民国のコメディアン。高校まで出身地の天安市で過ごし、高校卒業後にコメディアンになるためにソウルに上京した。2009年上京後、大学路の近くでキム・デボムが主宰する「キムデボム小劇場」に入り修行。2011年KBS26期公開採用に合格しコメディアンとしてデビューした。

## 演技活動

### 放送
- KBS「ギャグコンサート」
  - <トレンドショー>
  - <ソウルメイト>
  - <ファッションNo.5>
  - <勝手な特許所>
  - <このろくでなしの愛>
  - <パク部長>
  - <勇敢なやつら>
  - <不都合な真実>
  - <モダンボーイ>
  - <メイキング　ウーマンショー>
  - <コソ泥たち>
  - <パパと息子>
  - <ゴロツキの条件>
  - <男が必要ない理由>ホン・ナヨンの姉
  - <視聴率の帝王>
  - <終わり愛>
  - <悔しいヨンギルさん>
  - <人には見えないですよ>
  - <後宮デョーン;花たちの戦争>
  - <ドキドキ>
  - <本当に良い時代>
  - <10年後>
  - <このゲセ（このゲグマンたちが住んでいるセカイ）>
  - <先輩、先輩！>
  - <核尊心>
  - <王ですよん>
  - <幻想のカップル>
  - <超能力者>
  - <HER（ホル）>
  - <ベテラン>
  - <死んでも送れない>
  - <ゲノムプロジェクト>研究博士役
  - <ぺバクキャント>キム・ジャングンのガールフレンド役
  - <非好行（映画「新感染ファイナルエクスプレス」のパロディー）>チェ・ジェウォンのガールフレンド役
  - <スウェットスーツ勤務>
  - <これ実話？ >
  - <矛と盾>
  - <私のものにしよう>
  - <静かに！必>
  - <バトル難癖>記者役
  - <クイズカフェ>アナウンサー役
  - <セ・ジェル・イェ（世界で一番敏感な人）>
  - <グループ課題>
  - <ZOOス　ワイド>
  - <トゥジャプ共和国>
  - <当惑する>
  - <スカイキャンセル>
- EBS1「安全を約束して」司会者

## 公演
- ドリップガールズ
- missギャグコリア

## 流行語
- はい？ （ソウルメイト）(네?)
- どんな男性のスタイルがいいの？ （男が必要ない理由）(어떤 남자스타일 원하는데?)
- 私が〜男と付き合ってみたんだけど（男が必要ない理由）(언니가 ~한 남자 만나 봤는데)
- ねえ最近あやしいよ！ （男が必要ない理由）(오빠 요즘 수상해!)
- おっと〜！ （男が必要ない理由）(으악!)
- あのね！普通の男達は皆オオカミよ！私がどれくらいオオカミな男に出会ったかというとね（男が必要ない理由）(야! 보통남자들은 다 늑대야! 언니가 얼마나 늑대같은 남자를 만났냐면)
- 我慢してください、クォン先生！ （終わり愛）(참으세요, 권 선생님!)
- あら〜ほんとびっくり、驚いた〜（このコメディアンたちが住む世界）(어머나 세상에 깜짝 놀래라~)
- 息子のような娘になりますよ〜（王ですよん）(아들같은 딸이 될게요~)
- 王様やらせてください〜（王ですよん）(왕 시켜 주세요~)
- ちゃんとしてよ！ （ぺバクキャント）(정신 똑바로 차려!)
- ハハハハハハハ（ぺバクキャント）(하하하하하하하)
- ねえねえねえねえ（ぺバクキャント）(오빠 오빠 오빠 오빠 오빠)
- 非好感ウイルス？ （非好行）(비호감 바이러스?)
- 違います！私の兄はまだ感染してません！ （非好行）(아니에요! 우리 오빠 아직 감염 안됐어요!)
- それ何言ってんの？ （非好行）(그게 무슨 소리야?)
- 私はできません！ （非好行）(저는 못해요!)
- 私助かりました！ （非好行）(저 살았어요!)
- KBSアナウンサーのパク・ソラです。ユ・ミンサンさん、(お会いできて)嬉しいです。 （クイズカフェ）(KBS 아나운서 박소라입니다. 유민상씨 반갑습니다)

## 受賞
- 2014年KBS芸能大賞コメディ部門最優秀コーナー賞
- 2018年KBS芸能大賞コメディ部分女性優秀賞

| スタブアイコン | サブスタブ | この項目は、まだ閲覧者の調べものの参照としては役立たない、お笑いタレント・コメディアンに関連した書きかけの項目です。この項目を加筆・訂正などしてくださる協力者を求めています（P:お笑い/PJ:お笑い）。 |